# Xestia kungessi
Xestia kungessi är en fjärilsart som beskrevs av Alphéraky 1882. Xestia kungessi ingår i släktet Xestia och familjen nattflyn. Inga underarter finns listade i Catalogue of Life.